# Lex Clark
Lex Clark (Oamaru, Nueva Zelanda; 20 de febrero de 1943 – Dunedin, Nueva Zelanda; 2 de enero de 2025) fue un remero neozelandés.

## Carrera
Clark era miembro del Oamaru Rowing Club y del North End Rowing Club en Dunedin.
A nivel olímpico representó a Nueva Zelanda en Tokio 1964 en el evento de equipo de 8, donde finalizó en la posición 11, y quedó registrado como el atleta 167 en representar al país. A nivel mundial participó en el Campeonato Mundial de Remo de 1966 en Yugoslavia.

## Tras el retiro
Luego de retirarse como remero pasó a ser oficial en el remo a partir de los años 1970. Estuvo en la edición inaugural de la regata en Lake Ruataniwha en 1985 y en 2020 recibió una membresía de por vida en el South Island Rowing.